# Montluçon-Est (tổng)
Tổng Montluçon-Est là một tổng ở tỉnh Allier trong vùng Auvergne-Rhône-Alpes.

## Hành chính
| Giai đoạn | Ủy viên        | Đảng | Tư cách                  |
| --------- | -------------- | ---- | ------------------------ |
| 16        | Daniel Duglery | UMP  | thị trưởng của Montluçon |
| 18        | Daniel Duglery | UMP  | thị trưởng của Montluçon |

## Các đơn vị cấp dưới
Tổng Montluçon-Est gồm 6 xã với dân số là 15 035 người (điều tra năm 1999, dân số không tính trùng)
| Xã                  | Dân số    | Mã bưu chính | Mã insee |
| ------------------- | --------- | ------------ | -------- |
| Chamblet            | 941       | 03170        | 03052    |
| Deneuille-les-Mines | 351       | 03170        | 03097    |
| Désertines          | 4 646     | 03630        | 03098    |
| Montluçon           | 7 827 (1) | 03100        | 03185    |
| Saint-Angel         | 685       | 03170        | 03217    |
| Verneix             | 584       | 03190        | 03305    |

(1) một phần của xã.

## Biến động dân số
| 1962                                                     | 1968 | 1975 | 1982 | 1990   | 1999   |
| -------------------------------------------------------- | ---- | ---- | ---- | ------ | ------ |
| -                                                        | -    | -    | -    | 15 453 | 15 035 |
| Nombre retenu à partir de 1962 : dân số không tính trùng |      |      |      |        |        |